# CCDC85B
La proteína 85B que contiene el dominio en espiral es una proteína que en los seres humanos está codificada por el gen CCDC85B.

## Función
El virus de la hepatitis delta (HDV) es un virus humano patógeno cuyo genoma de ARN y ciclo de replicación se asemejan a los de los viroides vegetales. Se ha descubierto que la proteína A que interactúa con delta (DIPA), un producto génico celular, tiene homología con el antígeno del virus de la hepatitis delta (HDAg). DIPA interactúa con el antígeno viral, HDAg, y puede afectar la replicación del HDV in vitro.

## Interacciones
Se ha demostrado que CCDC85B interactúa con:
- C19orf25,
- KIAA1267,[4]
- Queratina 17,  y
- Proteína quinasa N1.